# Mario Ludovico Bergara
Mario Ludovico Bergara (Montevideo, 1º dicembre 1937 – 28 febbraio 2001) è stato un calciatore uruguaiano, di ruolo attaccante.

## Carriera
Nel 1959 partecipò alla vittoriosa spedizione con la nazionale maggiore al Campeonato Sudamericano de Football svoltosi in Ecuador.
Con la Nazionale uruguaiana ha preso parte ai Mondiali 1962.

## Palmarès

### Nazionale
- Coppa America: 1

Ecuador 1959